# Monocystis copiliae
Monocystis copiliae is een soort in de taxonomische indeling van de Myzozoa, een stam van microscopische parasitaire dieren. Het organisme komt uit het geslacht Monocystis en behoort tot de familie Monocystidae. Monocystis copiliae werd in 1933 ontdekt door Rose.